# Neroli (album)
Neroli è il sedicesimo album in studio del musicista britannico Brian Eno, pubblicato nel 1993 dalla All Saints Records.

## Il disco
Originariamente composto per un'installazione sonora nel 1988, Neroli si distingue dalle altre pubblicazioni del compositore per la maggiore austerità e staticità. Riferendosi all'album, Eno dichiarò:
Il titolo dell'album è un riferimento all'omonimo olio ricavato dai fiori d'arancio.

## Tracce
1. Neroli: Thinking Music, Part IV – 57:56 (Brian Eno)